# Stormyrtjärnen (Arvidsjaurs socken, Lappland, 723764-167530)
Stormyrtjärnen är en sjö i Arvidsjaurs kommun i Lappland och ingår i Skellefteälvens huvudavrinningsområde.